# Herce

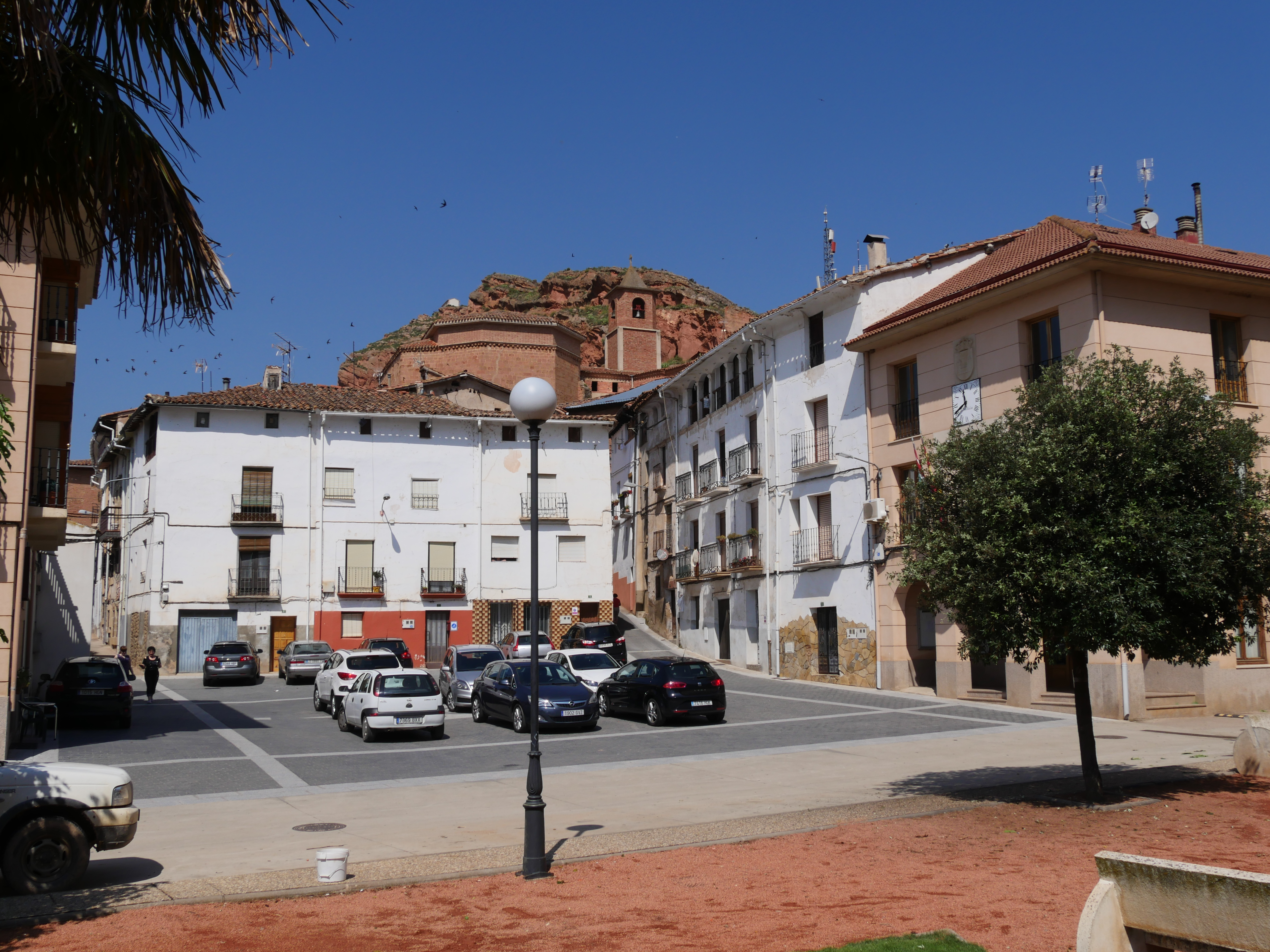
Herce – Plaza de la Constitución

Herce ist ein Ort und eine nordspanische Gemeinde (municipio) mit 338 Einwohnern (Stand: 2024) im Osten der Autonomen Gemeinschaft La Rioja.

## Lage und Klima
Der Ort Herce liegt auf dem Nordufer des Río Cidacos ca. 22 km (Fahrtstrecke) südwestlich von Calahorra in einer Höhe von ca. 585 bis 605 m; die Provinzhauptstadt Logroño ist ungefähr 55 km in nordwestlicher Richtung entfernt. Das Klima ist gemäßigt bis warm; Regen (ca. 520 mm/Jahr) fällt übers Jahr verteilt.

## Bevölkerungsentwicklung
| Jahr      | 1857 | 1900 | 1950 | 2000 | 2017 |
| Einwohner | 786  | 693  | 686  | 352  | 325  |

Infolge der Landflucht als Folge der Mechanisierung der Landwirtschaft ist die Zahl der Einwohner seit Beginn des 20. Jahrhunderts deutlich gesunken.

## Wirtschaft
Umland und Ort waren und sind in hohem Maße landwirtschaftlich geprägt. Seit den letzten Jahrzehnten des 20. Jahrhunderts spielt auch der Tourismus eine nicht unbedeutende Rolle.

## Geschichte
Das Gebiet entlang des Río Cidacos wurde schon in prähistorischer und keltiberischer Zeit von Menschen aufgesucht; in römischer Zeit führte eine von Calahorra (Calagurris Julia) ausgehende Straße entlang des Flusses ins Hinterland und berührte auch Herce (Illurcis). Im 8. Jahrhundert drangen arabisch-maurische Heere bis in die Region vor; sie wurden im 10. Jahrhundert weitestgehend Richtung Süden abgedrängt. Im Jahr 1200 wird erstmals eine Burg (castillo) erwähnt, die aber auch schon früher existiert haben könnte. Im Jahr 1246 stifteten der damalige Grundherr (señor) Lope Díaz II de Haro und seine Frau, die Königstochter Urraca Alfonso de León, ein – nicht mehr existierendes – Zisterzienserkloster.

## Sehenswürdigkeiten
- Die Ruine der mittelalterlichen Burg erhebt sich auf einem Felsen ca. 1 km westlich des Ortes.[4]
- Die Iglesia de San Esteban entstammt dem 16. Jahrhundert; aus dieser Zeit stammt das Renaissanceportal. Ihr heutiger Zustand entspricht jedoch weitgehend dem einer Umbaumaßnahme des 18. Jahrhunderts. Im Jahr 1963 stürzte der ca. 50 m hohe Glockenturm ein und zerstörte das Dach der Kirche; er wurde in kleinerem Maßstab wiederaufgebaut.[5]